# Zhang Zeduan
Zhang Zeduan (chinesisch 張擇端 / 张择端, Pinyin Zhāng Zéduān, W.-G. Chang Tse-tuan, Hofname: 正道,  Zhèng Dào; * 11. Jahrhundert in Dongwu; † 12. Jahrhundert) war ein chinesischer Maler der Song-Dynastie.
Zhang Zeduan war vermutlich Hofmaler während der Nördlichen Song-Zeit und stand der Südlichen Song-Zeit kritisch gegenüber. Das Wenige, was man über Zhang Zeduan weiß, rührt von Kolophonen auf seinen Bildern, die ein gewisser Zhang Zhu im Jahr 1186 verfasste.
Das berühmteste Gemälde Zhang Zeduans ist die so genannte Qingming-Rolle, welche Szenen in der Song-Hauptstadt Bianliang (汴梁,  Biànliáng, heute: Kaifeng) darstellt.

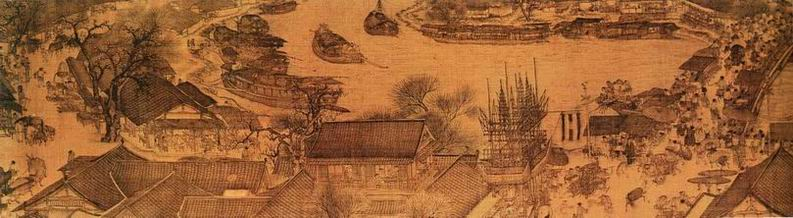
Qingming Shanghetu (清明上河圖) von Zhang Zeduan (Ausschnitt)